# Salongsbåt

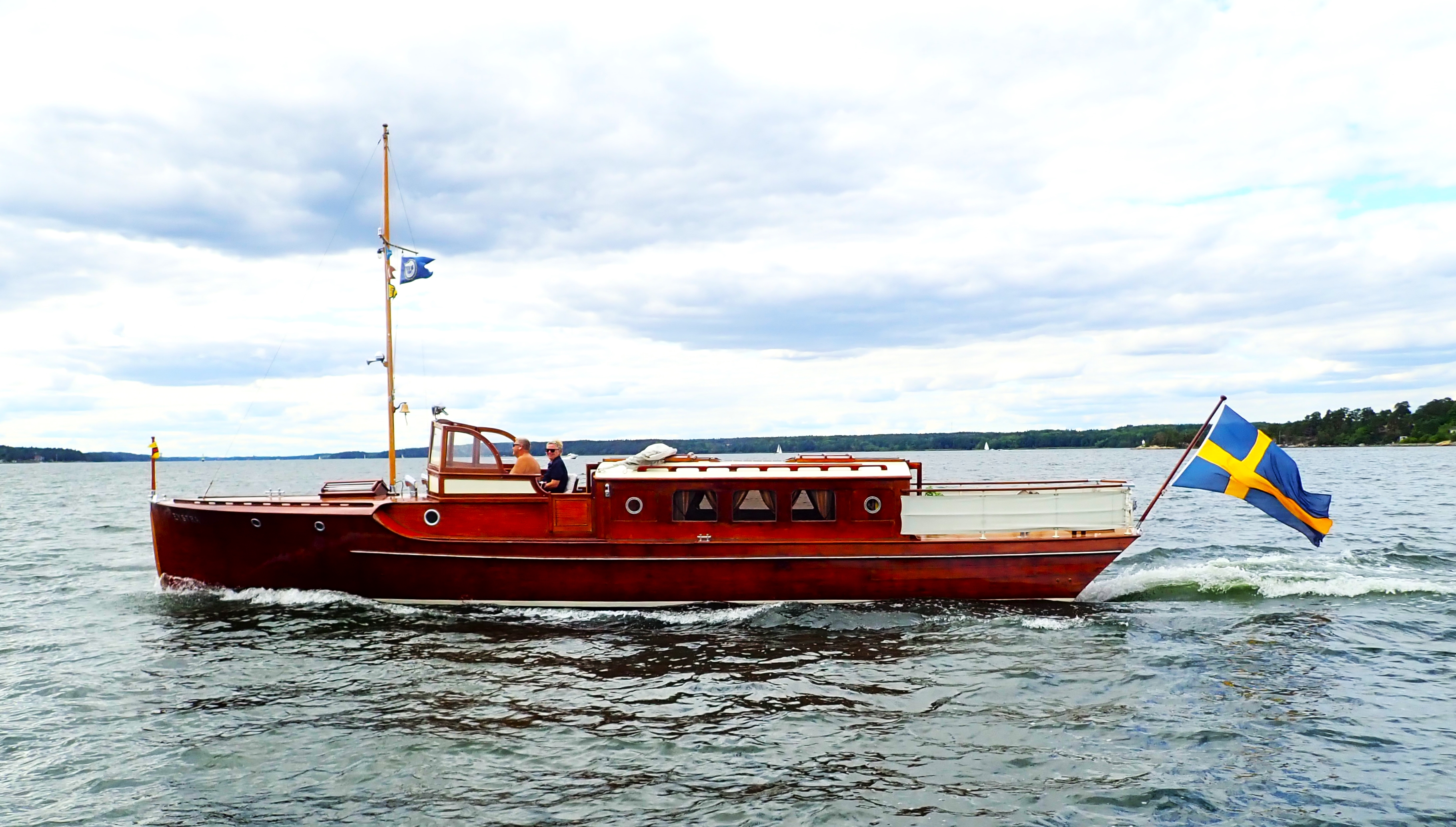
Salongsbåten M/Y Eystra ritad av C G Pettersson 1931.

Salongsbåt är en motorbåt som är försedd med en större välinredd ruff eller salong med stora fönster. En bekant salongsbåt är Nixe som trafikerade Smedjebackens sjöar i mitten av 1900-talet. De kanske mest kända salongsbåtarna ritades av den legendariske båtkonstruktören C G Pettersson. Sveriges äldsta salongsbåt heter Nordstjernan.